# Dôme de l'Arpont
Il Dôme de l'Arpont (3.601 m s.l.m.) è una montagna delle Alpi della Vanoise e del Grand Arc nelle Alpi Graie. Si trova poco a nord del più alto Dent Parrachée all'interno del Parco nazionale della Vanoise.

## Caratteristiche

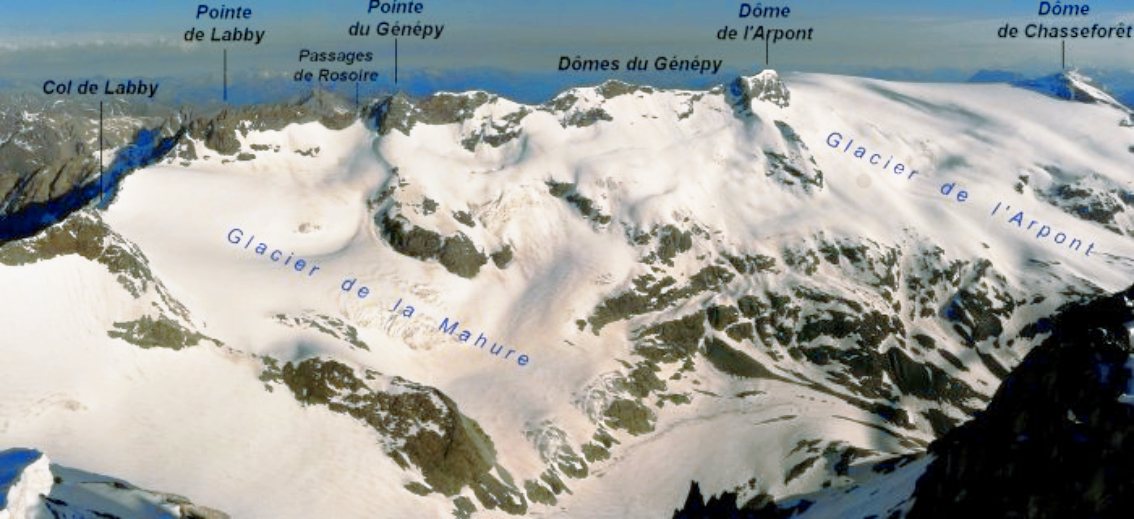
Collocazione della montagna.

La montagna è quasi interamente coperta di neve nei suoi vari versanti. Costituisce il punto più elevato dei Glaciers de la Vanoise.

## Salita alla vetta
È possibile salire sulla vetta partendo dal Refuge de l'Arpont (2.309 m). La salita è lunga ma non particolarmente difficile. In stagione avanzata per la presenza di numerosi crepacci è particolarmente impegnativa la risalita del ghiacciaio de l'Arpont.
Nel dettaglio partendo dal rifugio si sale al lago de l'Arpont (2.666 m). In seguito si risale il ghiacciaio de l'Arpont fino a raggiungere la sella, detta Col de l'Arpont, che divide il Dôme de l'Arpont dal Dôme des Nants. Infine si risale la facile cresta nord.